# Zeleneč
Zeleneč (bis 1927 slowakisch „Linč“; deutsch Silinz, ungarisch Szelincs – bis 1907 Szilincs) ist ein Ort und eine Gemeinde im Okres Trnava des Trnavský kraj in der westlichen Slowakei. Die Zahl der Einwohner belief sich per 31. Dezember 2009 auf 2443 Personen.

## Geographie
Die Gemeinde liegt am östlichen Rad der Trnavská pahorkatina („Tyrnauer Hügelland“) und damit im Donauhügelland, fünf Kilometer südlich der Stadt Trnava am Flüsschen Parná, der die Gemeinde am östlichen Rand durchfließt.

## Geschichte
Der Ort wurde zum ersten Mal 1243 als Terra Scelench schriftlich erwähnt. Er gehörte zuerst der Burg Pressburg und gelang 1278 in das Eigentum der Pressburger Kapitel, später auch zur Herrschaften der Grafen von St. Georgen und Bösing. Während der Zeit des Feudalismus hatte Zeleneč oftmals Streitigkeiten mit der Gemeinde Opoj.

## Weblinks

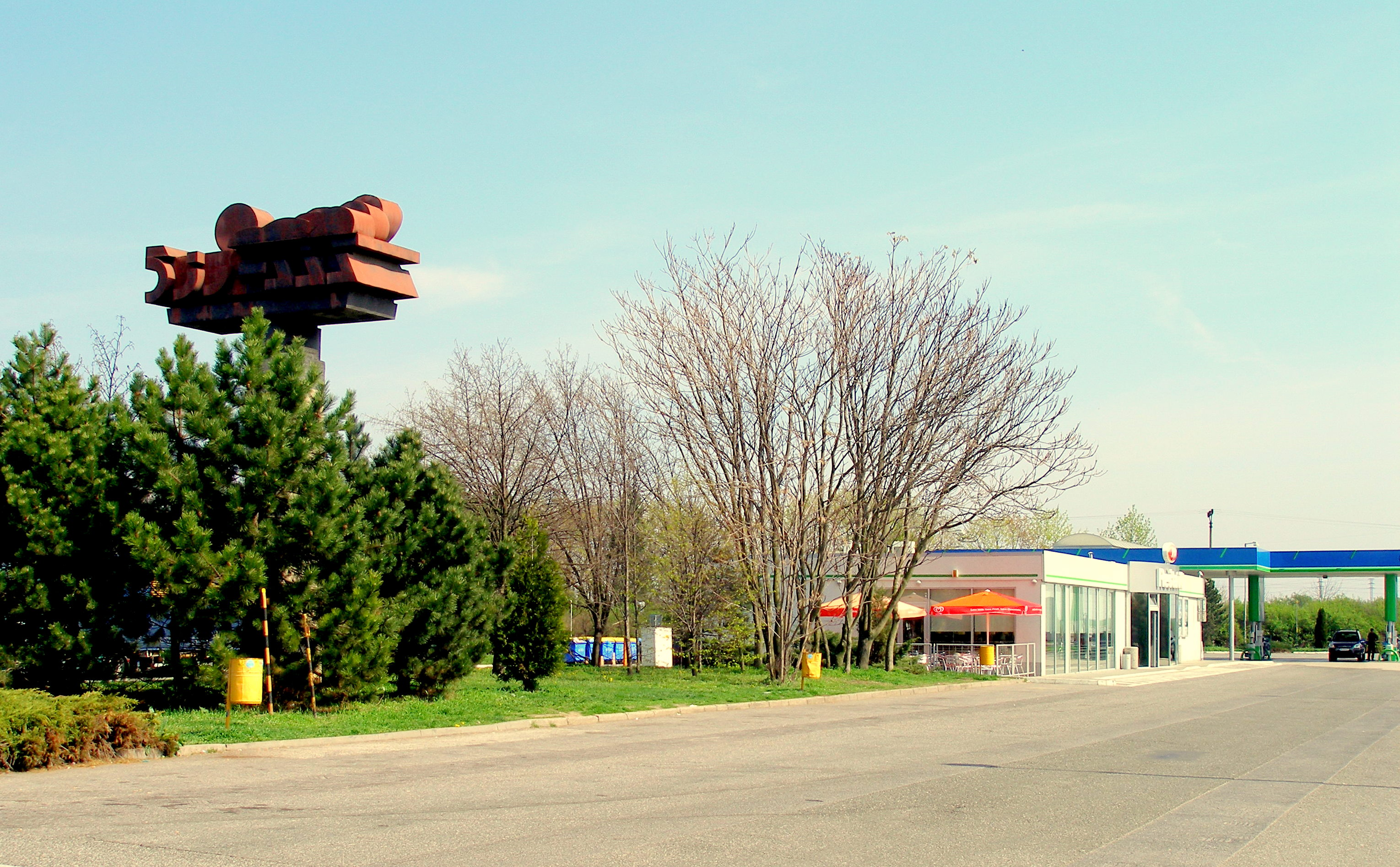
Autobahnraststätte Zeleneč an der vorbeiführenden Autobahn D1

## Bevölkerung
| Jahr                | 1994 | 2004    | 2014    | 2024    |
| ------------------- | ---- | ------- | ------- | ------- |
| Anzahl der Personen | 2396 | 2377    | 2576    | 2578    |
| Unterschied         |      | −0,79 % | +8,37 % | +0,07 % |

| Jahr                | 2023 | 2024    |
| ------------------- | ---- | ------- |
| Anzahl der Personen | 2604 | 2578    |
| Unterschied         |      | −0,99 % |